# Monodeidroascorbato reduttasi (NAD)
La monodeidroascorbato reduttasi (NAD) è un enzima appartenente alla classe delle ossidoreduttasi, che catalizza la seguente reazione:
NADH + H+ + 2 monodeidroascorbato ⇄ NAD+ + 2 ascorbato